# 高氯酸钕
高氯酸钕（英語：neodymium perchlorate）是钕的高氯酸盐，分子式为Nd(ClO4)3。

## 制备
将氧化钕溶于高氯酸溶液中可得到高氯酸钕:
{\displaystyle {\rm {Nd_{2}O_{3}+6HClO_{4}\rightarrow 2Nd(ClO_{4})_{3}+3H_{2}O}}}

## 化学性质
高氯酸钕能与甘氨酸和丙氨酸形成配合物，其化学式为Nd2(Gly)5(Ala)3(ClO4)6·2H2O。高氯酸钕也能和谷氨酸配合。